# Liparis odorata
Liparis odorata är en orkidéart som först beskrevs av Carl Ludwig von Willdenow, och fick sitt nu gällande namn av John Lindley. Liparis odorata ingår i släktet gulyxnen, och familjen orkidéer. Inga underarter finns listade i Catalogue of Life.